# Piero Angela
Pour les articles homonymes, voir Angela.
 (février 2019).
Piero Domenico Angela, né le 22 décembre 1928 à Turin (Italie) et mort dans la nuit du 12 au 13 août 2022 à Rome, est un journaliste, vulgarisateur scientifique et pianiste italien.

## Biographie

### Musique
Fils du médecin et antifasciste turinois Carlo Angela, Piero Angela commença à prendre des leçons de piano à l'âge de sept ans. Ensuite, il commença à développer son intérêt pour la musique jazz. À vingt ans, en 1948, il se produisit dans différentes jam session dans les jazz-club turinois, sous le nom de Peter Angela. La même année, il fut remarqué par l'agent Sergio Bernardini (it), qui l'invita à jouer à la soirée inaugurale du Capannina de Forte dei Marmi. Au début des années cinquante, il forma - avec le batteur Franco Mondini (it) - un trio musical dans lequel différents contre-bassistes se succédèrent. Au trio s'ajoutèrent souvent des artistes de renom, tels que Nini Rosso, Franco Pisano et l'ancien cornettiste de Duke Ellington, Rex Stewart. Ayant entretemps été engagé par la Rai, il cessa son activité de musicien professionnel en 1952 pour se consacrer au journalisme. Bien qu'ayant abandonné l'activité musicale professionnelle, Piero Angela est resté un amateur du jazz. Et il n'est pas rare, quand il mène un programme touchant des sujets connexes, d'une façon ou d'une autre, avec la musique, comme les phénomènes acoustiques, de le voir s'exhiber au piano et jouer avec des musiciens professionnels connus.[Interprétation personnelle ?]

### Journalisme
À ses débuts à la RAI (Radio Télévision Italienne), Piero Angela s'occupa de la rubrique Faits Divers pour le Journal Parlé. À l'avènement de la télévision (1954) Angela passa au Journal télévisé pour lequel il fut correspondant, d'abord à Paris et ensuite à Bruxelles, de 1955 à 1968. Avec Andrea Barbato, il fut le présentateur de la première édition du Journal télévisé National à 13 heures 30 et, en 1976, il présenta pour la première fois le Journal télévisé de Rai 2, le TG2.
Influencé par la leçon documentaliste de Roberto Rossellini en 1968, Piero Angela réalisa une série de documentaires appelés Il futuro nello spazio (L'avenir dans l'espace), dont le sujet était le programme Apollo, destiné à amener les premiers astronautes américains sur la Lune. C'est ainsi qu'il commença une longue activité de vulgarisation scientifique qui, dans les années suivantes, l'amène à produire des nombreuses émissions d'information scientifique, comme Destinazione Uomo (Destination Homme - 10 épisodes), Da zero a tre anni (De zéro à trois ans - 3  épisodes), Dove va il mondo? (Où va le monde ? - 5 épisodes), Nel buio degli anni luce (Dans l'obscurité des années-lumière - 8 épisodes), Indagine critica sulla parapsicologia (Enquête critique sur la parapsychologie  - 7 épisodes), Nel cosmo alla ricerca della vita (Dans le cosmos à la recherche de la vie  - 5 épisodes).

### Vulgarisation scientifique
À la fin des années 1970, Piero Angela décida de se consacrer entièrement à la réalisation de programmes de vulgarisation  : le premier fut Quarken 1981. Il s'agissait de la première émission télévisée de  ce genre s'adressant au grand public. La formule, qui existe toujours aujourd’hui était tout à fait nouvelle. On eut l'idée d'utiliser les documentaires de la BBC et de David Attenborough, les dessins animés de Bruno Bozzetto  pour expliquer les idées les plus complexes, les interviews d'experts étaient menées avec le plus de clarté possible… Du programme de base naquirent différents spin-off. Certains sont toujours produits : documentaires naturalistes (Quark speciale - Quark spécial -  et Il mondo di Quark - Le monde de Quark, financiers (Quark Economia -  Quark Économie ) et politiques (Quark Europa -  Quark Europe ).
En 1984 naquit le projet Pilules de Quark, spots de trente secondes sur des sujets techniques, scientifiques, éducatifs, sociaux, médicaux, diffusés à des horaires variables sur Rai Uno. La même année, Piero Angela réalisa le premier talk-show joignant le divertissement à la vulgarisation scientifique. Il s'agissait d’une première partie de soirée en direct avec le public du Foro Italico, avec des personnages du monde de la culture, de la science, du spectacle et du sport. Ces derniers interagissaient avec le public.
En 1986 et en 1987, il réalisa, du Palazzetto dello Sport de Turin, devant huit-mille spectateurs, deux soirées sur Rai Uno portant sur les problèmes climatiques concernant l'atmosphère et les océans. Trois séries diffusées à la télévision prirent la suite de ces programmes. Elles exploitaient les nouvelles technologies de représentation  graphique par ordinateur. La première proposait un voyage dans le corps humain (La macchina meravigliosa - La machine merveilleuse, en huit épisodes), la seconde dans la préhistoire (Il pianeta dei dinosauri -  La planète des dinosaures, en quatre épisodes) et la troisième dans l'Espace (Viaggio nel cosmo -  Voyage dans le cosmos, en sept épisodes). Ces séries, réalisées avec la collaboration de son fils Alberto, furent traduites en anglais et vendues dans quarante pays : européens, Américains et Asiatiques, Pays arabes et même Chine.
En 1988, il fut aussi Quark italiani (Quark italiens), série de documentaires de nature, milieu, exploration, monde produits animaux et réalisé par auteurs italiens entre lequel le même Alberto Angela, qu'il réalisa quelques documentaires en Afrique). En 1995 naquit Superquark au cours de qui, le 4 juin 1999, les deux-mille furent célébrés vous visées du projet Quark et filiations relatives. Du même an lui aussi Spéciaux de Superquark, soirées monotematiche sur tu argues de grand intérêt social, psychologique et scientifique et la collaboration au programme de la télévision  Domenica In...  en qui fut conducteur d'une place consacrée à la culture. En 2001, finalement, Piero et Alberto Angela sont auteurs de Ulisse - Ulysse, programme aux épisodes monographiques concernant découvertes historiennes et scientifiques.
Parallèlement à l'activité de vulgarisation en télévision, Piero Angela a maintenu une activité d'édition, toujours à contenu informatif. Il est curateur de l'annuaire « Science et société » sur l'hebdomadaire TV Sorrisi e Canzoni; il a été, en outre, curateur et superviseur du mensuel Quark, lui-même fondé en 2001 et par la suite délié en 2006 pour manque de fonds, que, sur l'exemple de l'émission télévisée homonyme, il traitait des sujets scientifiques de manière accessible au public. Piero Angela est auteur aussi de plus de trente livres, dont beaucoup ont été traduits en anglais, allemand et espagnol, avec un tirage total qui dépasse les trois millions de copies.
En 1989, il fut parmi les fondateurs du CICAP (en) dont est associé effectif, association pour le contrôle sur le paranormal née pour recevoir l'éducation scientifique et l'esprit critique, ainsi que pour rechercher sur l'existence effective des phénomènes paranormaux présumés. Dans le cours de sa longue activité il a reçu nombreuses reconnaissances en Italie et à l'étranger entre qui le prix Kalinga de l’UNESCO pour les mérites dans la vulgarisation maîtrises scientifiques, et nombreuses honoris causa, actuellement huit.
En 2000, il fut cité au tribunal pour diffamation de deux associations homéopathiques, la FIAMO et la SIMO dans une cause du civil et une amende, à la suite de la transmission de Superquark  du 11 juillet 2000, accusé de ne pas avoir de fondement scientifique sans donner la parole aux partisans de cette discipline. Piero Angela fut acquitté dans les deux cas.

### Famille
Piero Angela est le père d'Alberto Angela qui a suivi le même chemin professionnel que lui.

## Télévision
Tous les programmes suivants ont été diffusés par la Rai Uno :
- Il futuro nello spazio (1968)
- Destinazione uomo (1971)
- Da zero a tre anni
- Dove va il mondo?
- Nel buio degli anni luce
- Indagine sulla parapsicologia (1978)
- Nel cosmo alla ricerca della vita (1980)
- Quark (1981), qui a généré toute une série d'émissions :
  - Pillole di Quark (1983)
  - Il mondo di Quark (1984)
  - Quark Economia (1986)
  - Quark Europa (1986)
  - Quark Speciale
  - Quark Scienza
  - Enciclopedia di Quark (1993)
  - Superquark (1994)
  - Speciali di Superquark (1999)
- La macchina meravigliosa (1990)
- Serata Oceano (1991)
- Il pianeta dei dinosauri (1993)
- Viaggio nel cosmo (1998)

## Décoration et honneur
- Chevalier grand-croix de l'ordre du Mérite de la République italienne, le 11 mai 2021[2].
- L'astéroïde (7197) Pieroangela est nommé en son honneur.